# Optymistycznie
Optymistycznie – album wspólny polskich raperów Buki i Rahima. Wydawnictwo ukazało się nakładem wytwórni MaxFloRec 30 października 2015 roku. Za produkcję nagrań odpowiedzialni są między innymi Vixen, Greg, Kris, DonDe, DiNO czy EljotSounds oraz DJ BRK. Wśród gości wystąpili AbradAb Kleszcz, Natalia Nykiel, Vixen, K2 oraz Masia & Fokus. 
Pierwszymi singlami zwiastującymi wydawnictwo były „Optymistycznie” i „Nawyki”, do których powstały teledyski.
W 2016 roku płyta uzyskała w Polsce status platynowej. 

## Lista utworów
Źródło.
| Nr  | Tytuł utworu                               | Producent               | Długość |
| --- | ------------------------------------------ | ----------------------- | ------- |
| 1.  | „Krok na szczyt”                           | DonDe                   |         |
| 2.  | „Nawyki”                                   | Greg / Miliony Decybeli |         |
| 3.  | „Optymistycznie”                           | DiNO                    |         |
| 4.  | „Ruletka” (gości. Kleszcz)                 | Greg / Miliony Decybeli |         |
| 5.  | „Regres”                                   | Kris                    |         |
| 6.  | „Obiecuję Ci” (gości. Natalia Nykiel)      | DonDe                   |         |
| 7.  | „Oczami chłopca”                           | Grafit                  |         |
| 8.  | „Pełną piersią”                            | Vixen                   |         |
| 9.  | „U” (gości. AbradAb)                       | Greg / Miliony Decybeli |         |
| 10. | „Nie musisz mieć urodzin”                  | Vixen                   |         |
| 11. | „W poszukiwaniu bełta”                     | DJ BRK                  |         |
| 12. | „Trochę szacunku” (gości. K2)              | Vixen                   |         |
| 13. | „Z archiwum twarzy” (gości. Masia & Fokus) | DiNO                    |         |
| 14. | „Huśtawka na końcu świata”                 | EljotSounds             |         |
| 15. | „Just do it”                               | EljotSounds             |         |